# Camarzana de Tera
Camarzana de Tera é um município da Espanha, localizado na província de Zamora, comunidade autónoma de Castela e Leão. Possui uma área de 48 km², uma população de 361 habitantes (2007) e uma densidade populacional de 21,1 hab./km².

## Demografia
| Variação demográfica do município entre 1991 e 2004 | Variação demográfica do município entre 1991 e 2004 | Variação demográfica do município entre 1991 e 2004 | Variação demográfica do município entre 1991 e 2004 |
| --------------------------------------------------- | --------------------------------------------------- | --------------------------------------------------- | --------------------------------------------------- |
| 1991                                                | 1996                                                | 2001                                                | 2004                                                |
| 1174                                                | 1099                                                | 1014                                                | 988                                                 |